# Amantur Ismailov
Amantur Ismailov (in kirghiso Исмаилов Амантур Туратбекович?; Biškek, 29 dicembre 1997) è un lottatore kirghiso, specializzato nella lotta greco-romana.

## Biografia
Ai mondiali di Belgrado 2022 è stato estromesso dal tabellone principale dall'iraniano Mohammad Reza Geraei ed ha ottenuto il bronzo nel torneo dei 67 kg, dopo aver battuto il georgiano Joni Khetsuriani ai ripescaggi.
Ai mondiali di Belgrado 2023 ha perso la semifinale nel torneo dei 67 kg contro il cubano Luis Orta.
Ha rappresentato il Kirghizistan ai Giochi olimpici estivi di Parigi 2024, dove è stato estromesso dal tabellone principale ai quarti dall'ucraino Parviz Nasibov, dopo aver superato il georgiano Ramaz Zoidze agli ottavi. Ai ripescaggi ha battuto il serbo Máté Nemeš in semifinale ed ha perso la finale per il bronzo del torneo del -67 kg contro l'azero Hasrat Jafarov.

## Palmarès
| Anno | Manifestazione                    | Sede       | Evento | Risultato | Note |
| ---- | --------------------------------- | ---------- | ------ | --------- | ---- |
| 2014 | Campionati mondiali cadetti       | Snina      | 58 kg  | 18º       |      |
| 2018 | Giochi asiatici                   | Giacarta   | 67 kg  | Bronzo    |      |
| 2018 | Mondiali                          | Budapest   | 67 kg  | 25º       |      |
| 2019 | Campionati asiatici U23           | Ulan Bator | 67 kg  | Bronzo    |      |
| 2021 | Campionati asiatici               | Almaty     | 67 kg  | Bronzo    |      |
| 2022 | Giochi della solidarietà islamica | Konya      | 67 kg  | Argento   |      |
| 2022 | Mondiali                          | Belgrado   | 67 kg  | Bronzo    |      |
| 2023 | Mondiali                          | Belgrado   | 67 kg  | 5º        |      |
| 2024 | Giochi olimpici                   | Parigi     | 67 kg  | 5º        |      |